# 瓦倫施泰因格拉本河

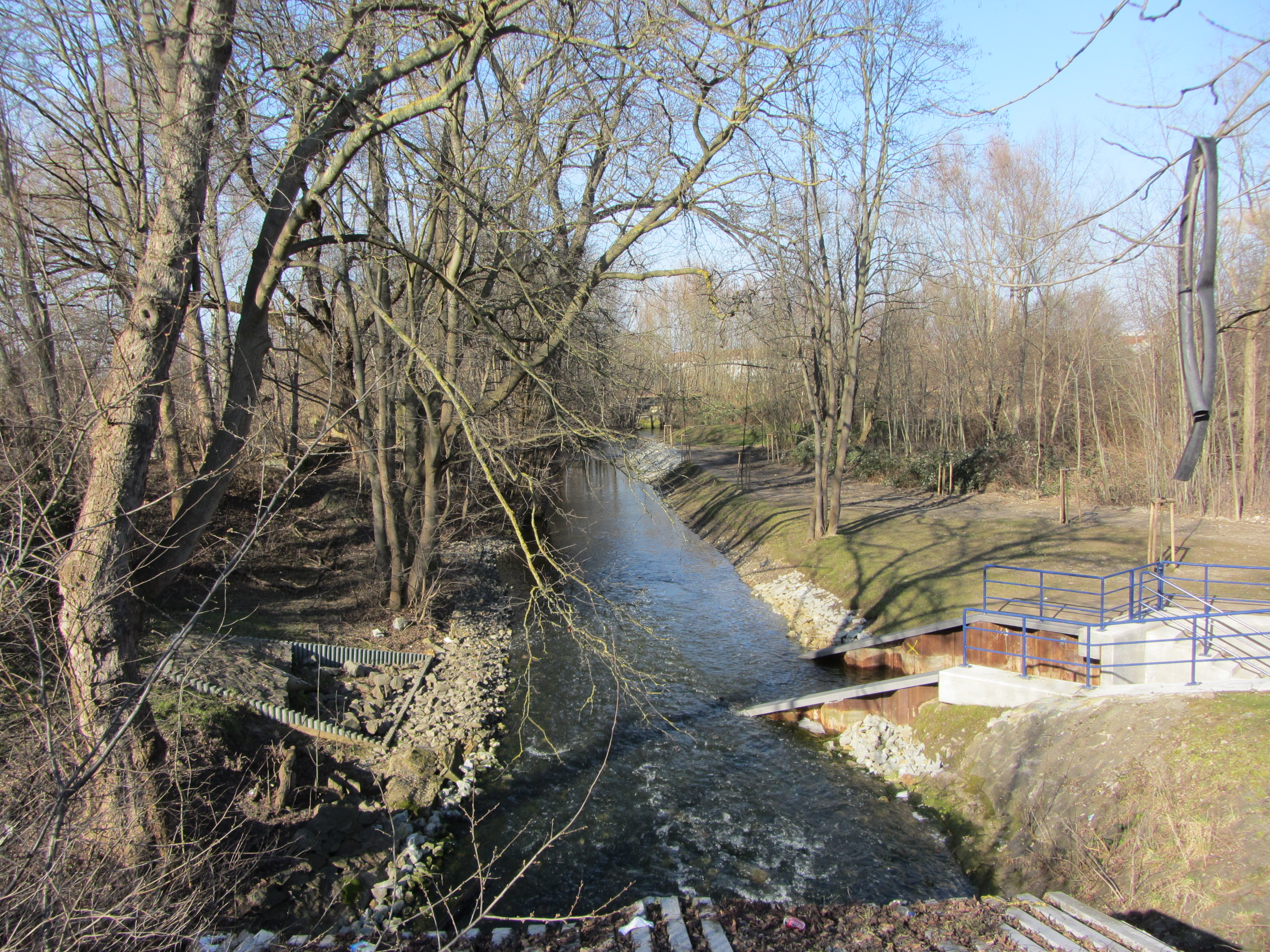
瓦倫施泰因格拉本河

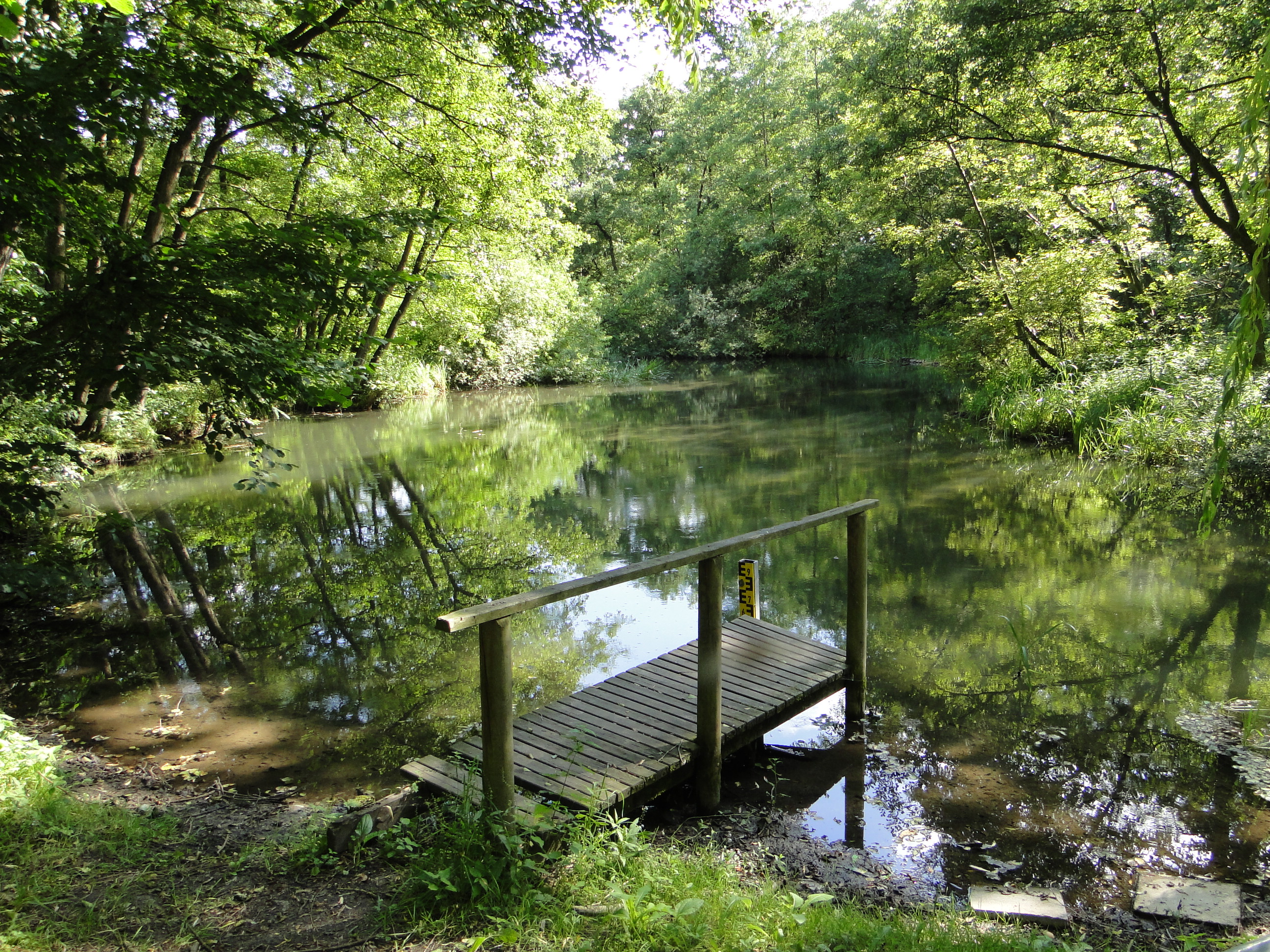
瓦倫施泰因格拉本河

53°54′07″N 11°27′48″E / 53.9019°N 11.46327°E
瓦倫施泰因格拉本河（德語：Wallensteingraben），是德國的河流，位於該國北部，由梅克倫堡-前波美拉尼亞州負責管轄，河道全長20公里，流域面積156平方公里，發源自什未林湖。